# Gottfried Böhm
Gottfried Böhm (Offenbach del Meno, Hesse; 23 de enero de 1920-Colonia, 9 de junio de 2021) fue un arquitecto alemán. Recibió numerosos premios, entre ellos el prestigioso Pritzker en 1986.

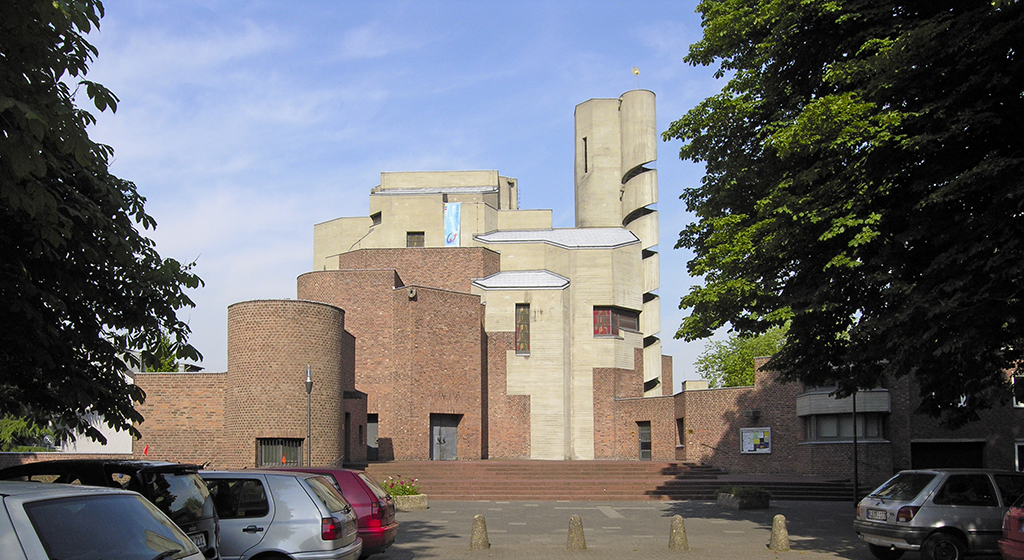
Gottfried Böhm: Christi Auferstehung, 1968, Köln-Lindenthal.

## Biografía
Nació en el seno de una familia de arquitectos. Su padre, Dominikus Böhm, es conocido por haber construido numerosas iglesias en Alemania. Se tituló en 1946 en el Universidad Técnica de Múnich, donde conoció a su socia Elisabeth Haggenmüller, con quien se casó en 1948. Estudió escultura en la Academia de Bellas Artes de Múnich.

## Trayectoria

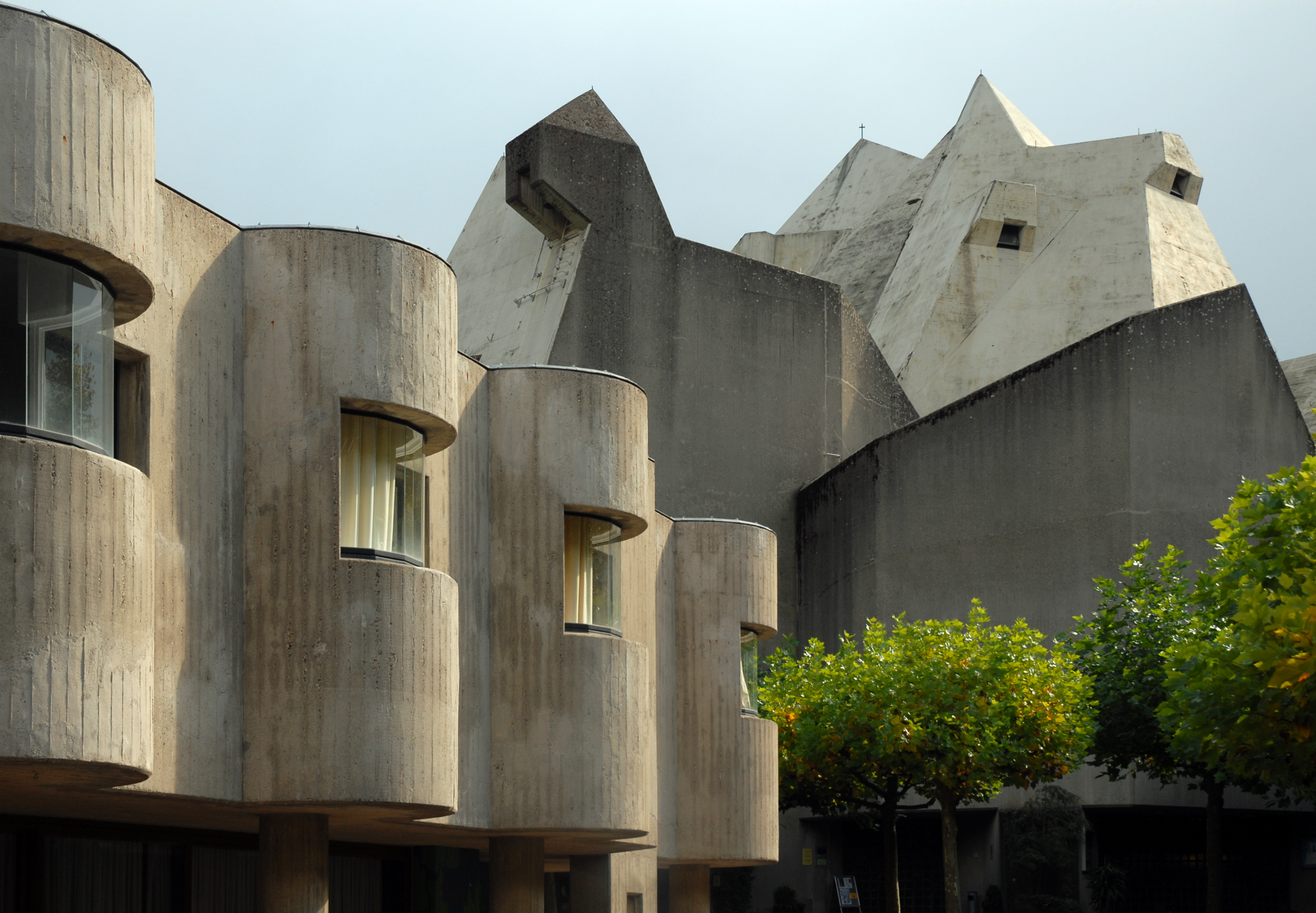
Iglesia de Neviges

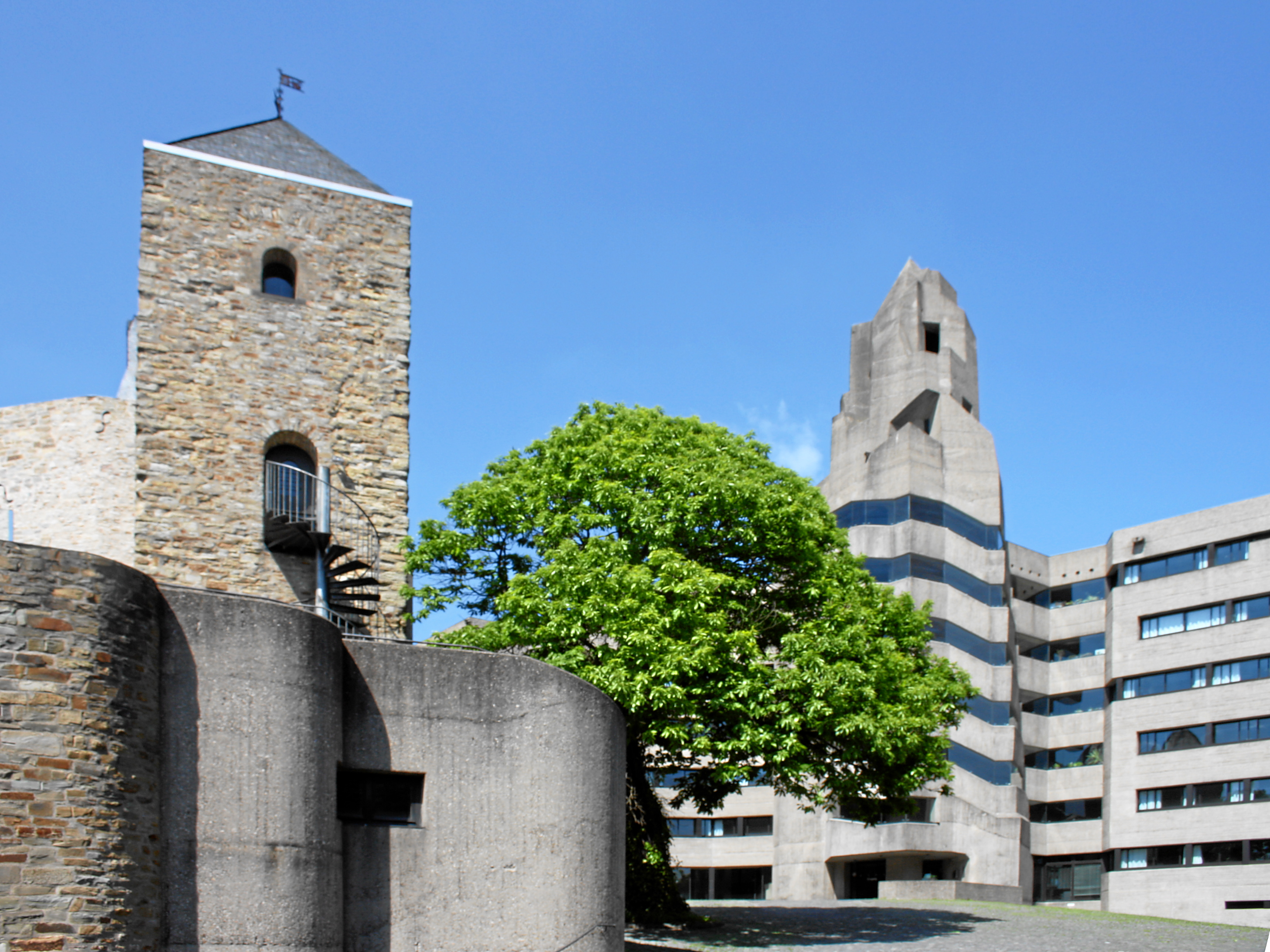
Centro Cívico Bergisch Gladbach-Bernsberg (1962-67)

A partir de 1947 colaboró con su padre hasta la muerte de este en 1955. Durante el mismo período, Böhm trabajó también con la Sociedad para la Reconstrucción de Colonia bajo la dirección de Rudolf Schwarz. En 1951 pasó seis meses en Nueva York, donde trabajó en la agencia de Cajetan Baumann. Completó su estancia estadounidense con un viaje de estudios a través del país, lo que le dio la ocasión de entrevistarse con Ludwig Mies Van der Rohe y Walter Gropius por los que mostró una gran admiración. A partir de 1959 su socia retomó su trabajo y el estudio pasó a llamarse Estudio Böhm.
Realizó numerosos edificios en Alemania: iglesias, museos, teatros, centros culturales, oficinas y alojamientos. En los años 1960 se le consideraba como un arquitecto expresionista, aunque más recientemente se le clasificó como post-Bauhaus. Él mismo prefiere definirse como un arquitecto que crea «conexiones» entre lo pasado y lo nuevo, entre las ideas y el mundo físico, entre un edificio y su marco urbano, y esto se traduce en la elección de la forma, los materiales y el color de las construcciones que concibe.
Mucho de sus proyectos los realizó en hormigón bruto, pero a partir del Centro cívico de Bergisch Gladbach, comenzó a utilizar nuevos materiales como el vidrio y el acero, un cambio de dirección en la elección de los materiales, debida a la evolución tecnológica. En numerosos proyectos, su atención para la planificación urbana es evidente, como, por ejemplo, en el barrio en torno a la catedral de Colonia, en la Plaza Praga en Berlín, en el perímetro en torno al castillo de Saarbruecken y en el Barrio Lingotto en Turín.

## Beca de estudios Gottfried Böhm
Con motivo del centenario del nacimiento del arquitecto de Colonia Gottfried Böhm, la alcaldesa de Colonia, Henriette Reker, propuso en 2020 la creación de una beca en honor del arquitecto de renombre internacional. La beca se organizó por primera vez en 2023. 
La Beca Gottfried Böhm apoya a arquitectos en fase de posgrado que estén especialmente interesados en la conexión entre arquitectura y desarrollo urbano. Bajo el patrocinio de la alcaldesa de Colonia, Henriette Reker, la beca residencial de un año tiene lugar en la metrópolis de Colonia. El becario tiene la oportunidad de trabajar durante un año en tareas creativas y visionarias de arquitectura y desarrollo urbano para Colonia y su periferia. Durante este periodo, recibirá alojamiento gratuito, un lugar de trabajo en un entorno creativo en el centro de la ciudad y una beca mensual por un total de 2.500 euros. La beca es ofrecida y supervisada por la Verein der Freunde und Förderer der Technischen Hochschule Köln e.V. (Asociación de Amigos y Patrocinadores de la Universidad de Ciencias Aplicadas de Colonia). Pueden solicitar la beca los arquitectos de posgrado.
La actual fase de solicitud está abierta hasta el 31 de mayo de 2025. La beca comienza en octubre de 2025 y tiene una duración de un año.

## Principales trabajos
- Iglesia de Neviges (1962)
- Conjunto religioso (iglesia, centro para los jóvenes y biblioteca) (1968) en Colonia
- Zublin Office Building (1985) en Stuttgart
- Hotel en la ciudad de Benberg
- Edificio Municipal de Rheinberg
- Restaurante en Bad Kreuznach
- Centro cívico en Bergisch Gladbach
- Almacén Peek Cloppenburg en Berlín
- Banco Beutsche en Luxemburgo